# ایمای نوبوئو
ایمای نوبوئو (به ژاپنی: 今井信郎 Imai Nobuo); ۱۴ نوامبر ۱۸۴۱ – ۲۵ ژوئن ۱۹۱۵) از سیاستمداران اهل ادو در ژاپن در دوره باکوماتسو و اوایل دوره میجی بود.